# Álvaro Lemos
Álvaro Lemos Collazo, né le 30 mars 1993 à Saint-Jacques-de-Compostelle, est un footballeur espagnol qui évolue au Real Oviedo au poste d'arrière droit.

## Carrière

### Débuts professionnels
Álvaro Lemos est formé au Villestro Sociedad Deportiva jusqu'à l'âge de 12 ans. En 2005, il rejoint le Deportivo La Corogne. Il fait ses débuts avec l'équipe réserve, en Tercera División (D4), en 2011. Il effectue un stage de préparation avec l'équipe première qui évolue en Liga BBVA. En juillet 2013, après avoir fait la pré-saison avec l'équipe première, Álvaro subit une grave blessure au genou. 

### SD Compostelle
En juillet 2014, il est prêté à la Sociedad Deportiva Compostelle, qui évolue en Segunda División B.
Arrivé au SD Compostelle il dispute son premier match contre l'UD Logroñés. Après 17 rencontres sans jouer, Álvaro rentre en cours de jeu contre le Real Valladolid B. Il marque lors de la 36e journée contre le Real Oviedo dès la première minute de jeu.

### CD Lugo
En juillet 2015, il signe au CD Lugo, club évoluant en Segunda División (D2). Le 9 septembre, il joue son premier match en remplaçant David Ferreiro contre le Cordoue CF au 2e tour de la Coupe d'Espagne. Le 19 septembre, il dispute son premier match en championnat contre Leganès. Le 8 novembre, il rentre à la place de Jonathan Pereira contre le Gérone FC. Le 21 novembre, il remplace Paù Cendros contre le Real Majorque. Très peu utilisé en première partie de saison, il gagne sa place de titulaire lors de la deuxième partie de championnat. Il devient un titulaire contre l'Osasuna Pampelune lors de la 28e journée, et le demeure jusqu'à la dernière rencontre de championnat contre le SD Huesca. Il dispute un match en Coupe d'Espagne lors de la saison 2015-2016, où il joue 23 matches toutes compétitions confondues. 

### Celta de Vigo
En 2016, il s'engage pendant cinq ans au Celta de Vigo. Le 15 septembre, il est titulaire contre le Standard de Liège en Ligue Europa. Le 29 septembre  il est appelé dans le groupe pour jouer contre le Panathinaïkos, mais il reste sur le banc. Le 20 octobre, il est titulaire contre l'Ajax Amsterdam, alors que lui et ses coéquipiers arrachent le nul (2-2). Le 28 janvier, il dispute son premier match en championnat contre Leganés, en marquant le premier but de la rencontre. Pour sa première saison au club, il dispute 9 matches au total, dont 5 en championnat et 3 en Ligue Europa. Le 16 avril, il est titulaire contre le Grenade CF. Auteur de très belles performances, son entraîneur le fait jouer au poste de défenseur droit contre le Bétis Séville. Le 30 avril 2017, il est titulaire contre l'Athletic Bilbao. Le 7 mai, il joue toute la rencontre contre le Málaga CF. Fin juin, il est très courtisé en Europe[réf. nécessaire], et il décide de partir en France.

### Racing club de Lens
Le 4 juillet 2017, il est prêté avec option d'achat au Racing Club de Lens. Il rejoint le reste du groupe en stage à Deauville avec Cristian Lopez et Abdelrafik Gérard. Après plusieurs mauvaises prestations en début de saison, Lemos est relégué sur le banc. Lors du mercato hivernal, le Racing Club de Lens décide de mettre fin à son prêt.

### CD Lugo
A son retour, Lemos est de nouveau prêté au CD Lugo où il avait déjà évolué lors de la saison 2015-2016.